# ゴック・チン

チャン・ティ・ゴック・チン (ベトナム語: Trần Thị Ngọc Trinh、チュハン：陳氏 玉貞、1989年9月27日-）は、 ベトナムのチャビン省生まれの、芸名であるゴック・チンとして知られているモデル、女優である。国際ミス・ベトナム2011に選ばれたことで有名となった。

## 半生
1989年9月27日、チャーヴィン省のTiểu Cầuで貧しい神父の家に生まれる。4人兄弟の末娘であった。実の母親は生後6か月で重病に冒され亡くなったため、ゴック・チンと兄弟たちは父親に育てられる。ゴック・チン神父は、4人の子供を育てるためにタクシーの運転手までして生活費を稼いだが、それでも彼女は幼い頃から家族や継母と多くの生活苦に直面した。

## 経歴
15、16の歳でベトナムのファッション業界へデビュー、ミスジュエリーのページェントを獲得する。2005年にはベトナムのスーパーモデルコンテストに参加し、みごと「Người đẹp ăn ảnh」賞に輝いた。
2011年に米国カリフォルニア州ロングビーチの美人コンテスト「ミス・ベトナム国際」の舞台で優勝し、スリムな体型と柔肌の美しいボディがメディアの注目を集める。

## 批判
- 2019年5月19日カンヌ映画祭でテレンス・マリック監督の映画『隠された生活（A Hidden life）』の上映の際、胸元とスリットが大きく開いた、極薄の透ける素材のドレスをまとって登場し、大きな批判を浴びる。これを受けたベトナム文化スポーツ観光省は調査を開始し、公式の場での公序良俗に反する服装について規制強化に乗り出す事態となった。[3][4]

これをもとにした「下着の女王」なる蔑称もある。
- 同年の10月4日、性的興奮を覚えた彼女はハイヒールとエネマグラの合成写真をインスタグラムへ投稿し、激しい論議を巻き起こした。
- 10月26日、道端で見知らぬ男の役を演じるVũ Khắc Tiệpの手に載せられたバナナを、まるで彼をフェラチオするかのように食べるシーンをTikTokへ上げ、これまた物議を醸すことになった。[5]

## 映画出演
| 年次 | 映画           | 役       | 参考  |
| ---- | -------------- | -------- | ----- |
| 2016 | Vòng eo 56     | Chính cô | [ 6 ] |
| 2019 | Vu quy đại náo | Trang    | [ 7 ] |
| 2021 | Chị mẹ học yêu | Băng Di  | [ 8 ] |